# Гюхт, Карел де
Карел Лодевейк де Гюхт (нидерл. Karel Lodewijk Georgette Emmerence De Gucht; 27 января 1954, Овермере, Восточная Фландрия) — бельгийский государственный и политический деятель, европейский комиссар по торговле.

## Политическая карьера
Окончил юридический факультет Свободного университета в Брюсселе в 1976 году. Рано начал интересоваться политикой, был активным членом молодёжных движений либерального толка. Член Фламандской партии свободы и прогресса, в 1992 году в результате реформирования партии вошёл в новую Фламандскую партию либералов и демократов. Председатель этой партии в 1999—2004 годах. Депутат Палаты представителей бельгийского парламента в 2003—2009 годах.

## Министр иностранных дел
Министр иностранных дел Бельгии с 20 июля 2004 по 17 июля 2009 года. Входил в правительства под руководством Ги Верхофстадта, сохранил свой пост и в правительствах, сформированных Ивом Летермом и Херманом ван Ромпёем.
С его именем связан скандал, вызванный его заявлениями, расцениваемыми как враждебные по отношению к мигрантам. В июне 2005 Карел де Гюхт назвал премьер-министра Нидерландов Яна-Петера Балкененде «смесью Гарри Поттера с косным буржуа, лишенным какой-либо харизмы», что ненадолго вызвало охлаждение между странами.

## Европейский комиссар
17 июля 2009 вошёл в состав Европейской комиссии как комиссар по развитию и гуманитарной помощи. 9 февраля 2010 года получил портфель еврокомиссара по торговле.